# Sistema di puntamento

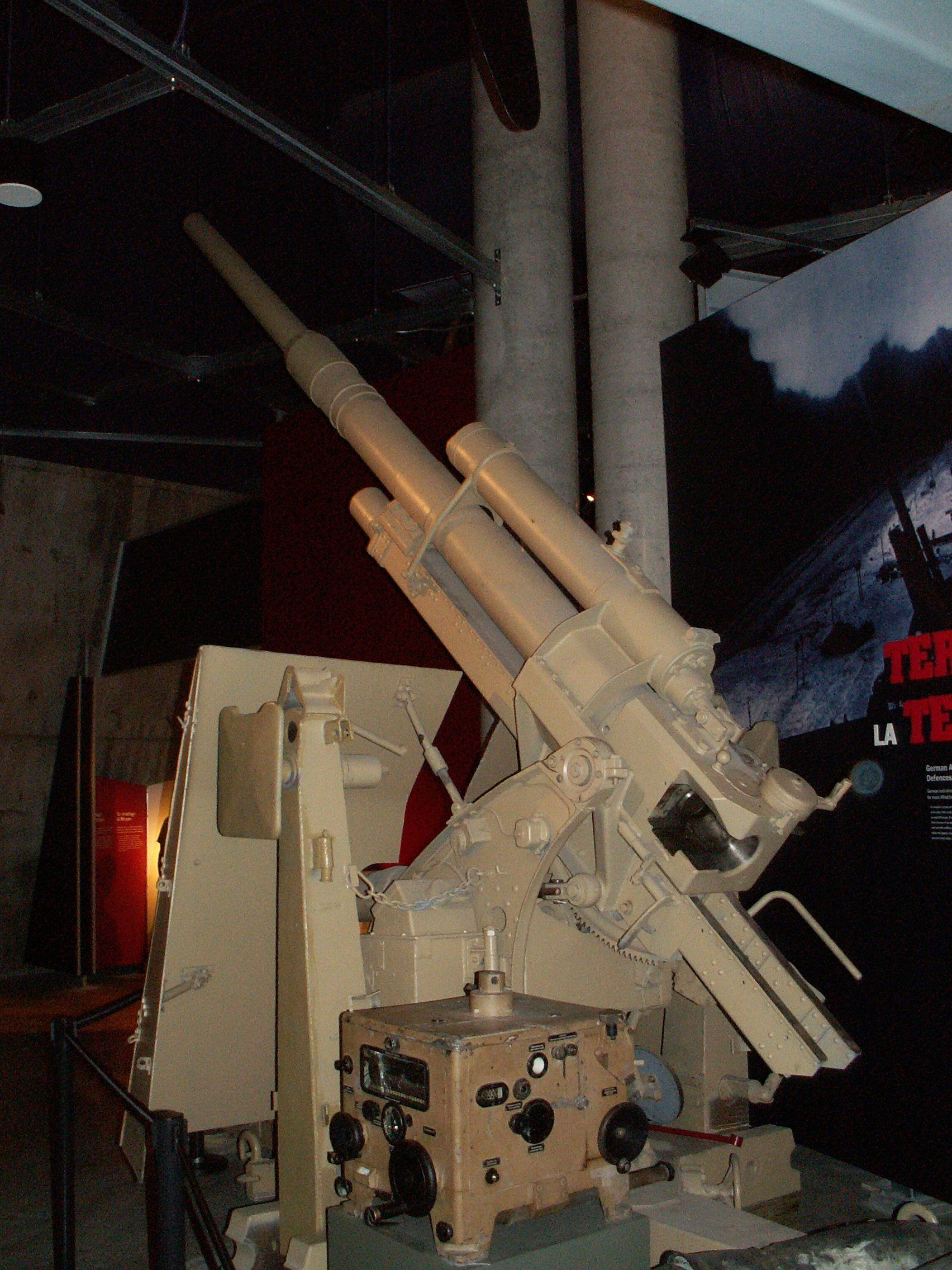
Un cannone antiaereo tedesco 8,8 cm FlaK con il sistema di puntamento nel Canadian War Museum

Un sistema di puntamento è composto da un numero di componenti che operano assieme,  che operano per assistere un'arma nell'operazione di puntamento.

## Storia
I primi sistemi furono sviluppati per le navi nel XIX secolo, quando le distanze di tiro si allungarono enormemente. Computer analogici sempre più sofisticati venivano impiegati, generalmente all'interno della nave, per raccogliere e processare dati in arrivo da osservatori lungo l'esterno. Questi tenevano in conto le variabili e mandavano ai cannoni le coordinate calcolate. Anche i sottomarini furono equipaggiati con calcolatori di tiro, solo più complessi, in quanto per un siluro potevano servire svariati minuti per raggiungere un obiettivo. Con lo scoppio della Seconda guerra mondiale anche i cannoni antiaerei furono equipaggiati con sistemi di puntamento. La differenza sostanziale con i sistemi dei cannoni principali era la velocità e la dimensione, in quanto gli aerei erano più difficili da colpire, e il sistema doveva essere facilmente spostabile tra vari pezzi di artiglieria. Uno dei primi sistemi era l'HACS (High Angle Control System, sistema di controllo ad angolo elevato), montato sulle navi inglesi, che si basava sull'assunzione che l'aereo tenesse velocità e direzione costanti.
Verso la fine della guerra, sugli aerei iniziarono ad essere installati sistemi più semplici, conosciuti come lead computing sights (mirini di computazione principali). Questi usavano un giroscopio per mirare l'arma, tuttavia la distanza andava immessa manualmente. Quest'ultima operazione venne automatizzata da piccoli radar dopo la guerra, ma ci volle tanto tempo prima che divenissero sufficientemente veloci. Oggi i sistemi di puntamento sono digitali. La loro prestazione tiene in conto tutti gli effetti riscontrabili, e le ridotte dimensioni permettono una maggiore efficienza di tiro. I carri armati furono i primi ad avere sistemi di tiro montati, ma oggi possono essere collegati a qualunque arma, anche di piccolo calibro o limitato effetto. Sono solitamente installati su navi, sottomarini, aerei, carri armati, ed anche alcuni fucili, come l'FN F2000. I sistemi di controllo sono integrati con sensori ausiliari (quali telemetri laser, o anemometri), così da poter diminuire i dati da dover inserire manualmente. Sonar, radar e IRST possono rilevare la distanza dall'obiettivo. Ma generalmente per i grossi calibri, devono essere tenuti in considerazione vari fattori ambientali, che sono determinanti, in quanto più è lungo il tragitto, più il proiettile è suscettibile a vento, temperatura, e condizioni avverse.

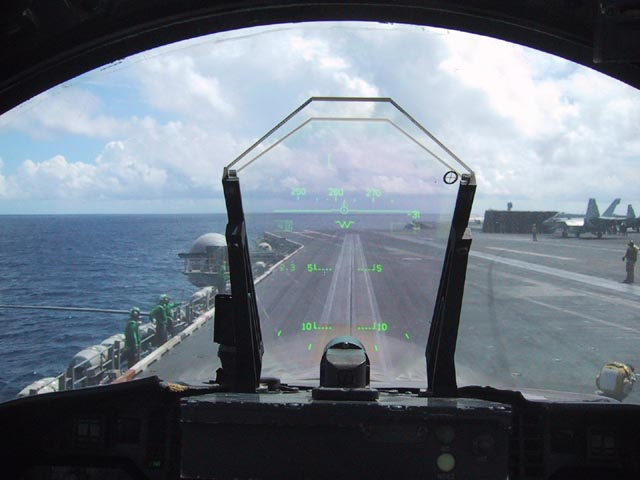
Un HUD

In alcuni dei sistemi moderni dopo il calcolo il sistema di puntamento mira e gestisce il fuoco dell'arma, così gli operatori umani possono concentrarsi sulla guida o altre mansioni. Nel caso non gestisca direttamente il far fuoco con l'arma, il sistema potrebbe indicare al pilota/cannoniere il momento giusto per sparare, mostrando un puntino sul Head-up display (HUD), così quando l'aereo ed il puntino sono allineati il pilota/cannoniere può sparare con la mitragliatrice o cannoncino. Nel caso di missili, il computer potrebbe dare dati sulla distanza e la probabilità di colpire

## Sistemi di puntamento navali
Un sistema rudimentale apparve per primo intorno ai primi del XX secolo. Per l'Inghilterra il primo sistema di puntamento fu progettato dall'ammiraglio Frederic Charles Dreyer. La Dreyer table fu migliorata e servì fino al periodo interguerra, quando fu sostituito dall'Admiralty Fire Control Table.
L'uso di sistemi di controllo spostò il comando dalla torretta singola ad una posizione centralizzata, in cui gli osservatori potevano concentrarsi meglio e potevano avere una vista migliore. Fattori non misurabili né controllabili, come condizioni in alta quota, potevano solo essere corretti da osservazione diretta delle cannonate che colpivano, compito molto difficile prima del radar. Gli inglesi preferivano il telemetro a coincidenza, mentre i tedeschi quello stereoscopico. La differenza consisteva nel fatto che il primo era più difficile da puntare su un obbiettivo indistinto, ma più facile da usare nei lunghi periodi.
In una tipica nave da guerra inglese della seconda guerra mondiale, le torrette individuali erano collegate ad un computer analogico al centro della nave ed una torre di comando. Qui i telemetri di rilevazione calcolavano la distanza e angolo, e mandati al computer, che elaborava ordini di tiro. Anche se era molto meccanizzato, il processo richiedeva ancora un largo contributo umano. La stazione di trasmissione dei grossi calibri (la camera che conteneva la tabella Dreyer) nella HMS Hood conteneva 27 operatori. I sistemi di tiro per le navi statunitensi erano molto più complessi. La stanza del controllo per il rilevatore doveva essere posto molto in alto nella torre centrale, così non poteva essere sufficientemente corazzata contro colpi pesanti, ma solo contro piccoli proiettili e shrapnel.

## Uso terrestre
Una volta che è iniziato un combattimento, è possibile usare il radar per seguire il fuoco nemico in arrivo, e seguirlo fino all'origine, così da poter dare le coordinate di un attaccante. Questa capacità di restituire il fuoco è stata inclusa in alcuni sistemi fin dagli anni settanta. Colpire con artiglieria i cannoni nemici si chiama fuoco contro-batteria.

## Uso aereo

### Seconda guerra mondiale
Il primo uso di sistemi di puntamento fu nei bombardieri, con l'utilizzo di mirini per bombe che calcolavano il rilascio tenendo in conto altezza e velocità (ambedue da input umano), per mostrare il punto d'impatto di una bomba rilasciata in quel momento. Il computatore più conosciuto era il Sistema di puntamento Norden.

### Sistema di puntamento delle armi leggere dei velivoli
Sistemi semplici, chiamati lead computing sights (mirini di computazione principali) iniziarono ad essere messi in aerei verso la fine della guerra. Questi sistemi usavano un giroscopio per misurare il numero di rivoluzioni, e muovevano il mirino dell'arma secondo i dati, con il punto di sparo che appariva grazie ad un organo di mira riflesso (il progenitore del Head-up display). L'unico input manuale era la distanza, tipicamente digitando la dimensione delle ali del nemico ad una certa distanza. Piccoli radar furono posti per questo compito dopo la guerra.

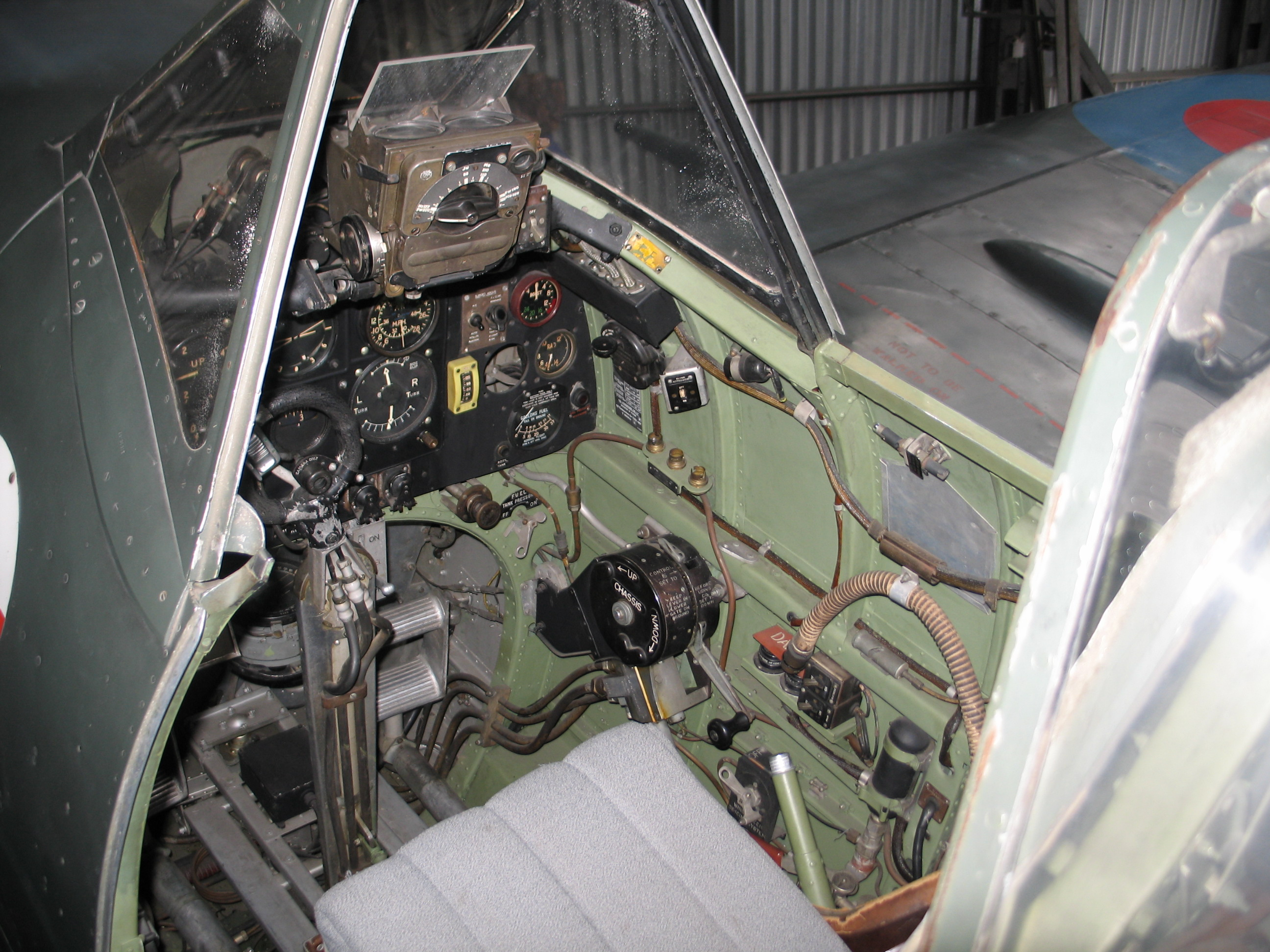
La cabina di uno Spitfire, con il mirino riflesso in cima agli altri strumenti

### Dopoguerra
All'inizio della Guerra del Vietnam dei sistemi computerizzati per il bombardamento (chiamati Low-Altitude Bombing System (LABS)) vennero integrati ai sistemi degli aerei intesi per il trasporto di ordigni nucleari. Il comando di rilascio era dato direttamente dal computer, non il pilota. Questi selezionava l'area da colpire tramite radar, e dava l'"autorizzazione", poi il computer rilasciava la bomba nel momento più opportuno. I vecchi sistemi calcolavano il punto d'impatto costantemente, richiedendo che per una previsione accurata il velivolo dovesse mantenere direzione e altezza costanti. Ora il sistema dava il vantaggio della manovrabilità.
Il sistema LABS era originariamente progettato per facilitare il bombardamento in cabrata. Il principio di calcolare il punto di rilascio fu integrato nei sistemi di aerei successivi, per permettere mobilità durante il rilascio.